# Кирьят-Гат
Кирья́т-Га́т (ивр. קִרְייַת גַּת‎) — город в Южном округе Израиля, центр региона Лахиш.

## История
Кирьят-Гат был основан в 1954 году. Назван так из-за ошибочной идентификации тель Ирани на месте города. Сегодня считается, что упоминаемый в Библии филистимский город Геф (Гат) находится на 9 км севернее. «Гат» на иврите значит «давильня».
Город расположен на месте арабских деревень Фалуджа и Ирак-аль-Маншия, жители которых были вынуждены покинуть их во время войны за независимость Израиля. В начале на месте города была маабара — лагерь для еврейских беженцев из Марокко. В конце пятидесятых прибыло множество репатриантов из восточной Европы.
Статус города получил в 1972 году. Площадь около 750 га. Численность населения по переписи 1986 года, была 27,3 тыс., из которых около 50 % — выходцы из стран Азии и Африки, 25 % — из стран Европы (в том числе из России и стран СНГ) и Америки, и 25 % уроженцы Израиля и старожилы. Население города сильно выросло в 1990-е годы в результате массовой репатриации советских евреев, составляющих в начале XXI века около трети населения.
В 2014 году в ходе операции «Нерушимая скала» город подвергался ракетным обстрелам из сектора Газа, погиб один человек. В 2015 году в городе палестинскими террористами было совершено два теракта. Во втором десятилетии XXI столетия в городе начинается массовое строительство.
В 2025, в ходе раскопок на севере от Кирьят-Гат были найдены развалины бывшего монастыря византийской эпохи. Среди находок — мозаика с изображением креста с надиписи из Втор. 12:8.
Город известен благодаря легендарному сражению будущего царя Израиля Давида с Голиафом, родом из Гефа (Гата).

## Промышленность
В 1980-е и 1990-е годы город являлся центром текстильной промышленности. В начале XXI века фабрики оказались нерентабельными. Некоторые были перенесены в Китай и Иорданию, некоторые закрылись вовсе. Последний оплот отрасли, «Полгат», был закрыт в июне 2008 года.
В 1999 году компания Intel построила в Кирьят-Гате фабрику, Fab 18, по производству микроэлектроники, в частности процессоров Pentium 4 и флеш-памяти, на что получила грант в $525 млн от правительства Израиля. В 2006 году начато строительство второй фабрики — Fab28. В 2015 обе фабрики объединены в единый комплекс, Fab18 меняет имя на Fab 28a. В конце 2021 начато строительство новой фабрики, предположительно, Fab38. Так же есть производство HP Inc. Indigo Division по разработке и производству технологий цифровой печати, и вспомогательные предприятия высоких технологий. Открываются филиалы центров логистики Fritz, Globus и Flying cargo.
В промышленной зоне города находятся металлообрабатывающие предприятия, крупный сахарный завод «Сугат».

## Транспорт
Город расположен на пересечении 35-й трассы (Ашкелон — Хеврон), и 40-й, ведущей в центр страны и Беэр-Шеву.
После строительства 6-й автотрассы, город стал присоединен к ещё одной главной артерии страны. В городе есть железнодорожная и автобусная станции.

## Климат и природа
Город расположен в географическом центре Израиля. На границе c исторической областью Лахиш и пустыней Негев. С востока город окружен хвойными лесами (посадки) и цитрусовыми садами. С севера и запада — виноградниками и полями. Отдаленность от берега моря (свыше 20 км) делает климат сухим.

## Население
По данным Центрального статистического бюро Израиля, население на начало 2020 года составляло 57 105 человек.
Среднемесячная заработная плата работника в 2019 году составила 6744 шекеля (в среднем по стране: 9745 шекелей).

## Спорт
В Кирьят-Гат располагаются два футбольных клуба и профессиональный баскетбольный клуб.
| Клуб                  | Лига                 | Основан     |
| --------------------- | -------------------- | ----------- |
| ФК Маккаби Кирьят-Гат | Лига Леумит — футбол | 1965        |
| БК Маккаби Кирьят-Гат | Лига Арцит Баскетбол | 1954 / 2004 |
| С.К. Кирьят-Гат       | Лига В футбол        | 2009        |

Футбольный клуб «С. К. Кирьят-Гат» был основан летом 2008 года. В 2012 году объединился с ФК «Маккаби Кирьят-Гат» под общим именем ФК «Ирони Кирьят-Гат».

## Мэры города
- Давид Маген (1976—1986)
- Зеэв Бойм (1986—1996)
- Альберт Эрез (1996—2003)
- Авирам Дахари (2003—2024)
- Кфир Свиса (с 2024 года)[7]

## Города-побратимы Кирьят-Гата
- Крушевац, Сербия
- Чикаго, США